# Henri Birault
Henri Birault, né le 18 mars 1918 à Paris (17e arrondissement) et mort le 16 avril 1990 à Boulogne-Billancourt, est un philosophe français.

## Biographie
Normalien (promotion L1939), agrégé de philosophie (1945), il a été l'élève du métaphysicien français Louis Lavelle et du philosophe moraliste français Jean Nabert avant de découvrir l'œuvre de Martin Heidegger. Il en est, avec Jean Beaufret, un commentateur français. 
Il a enseigné comme professeur à la khâgne du lycée Henri-IV (1953), collègue d'Henri Dreyfus Le Foyer, Etienne Borne et Maurice Savin, puis comme assistant et enfin professeur titulaire à la Sorbonne puis à Paris IV et donné un grand nombre de conférences dans plusieurs universités du monde entier notamment à Harvard et Berkeley ainsi que dans des cercles extra-universitaires. Sa réflexion menée principalement à partir des œuvres de Pascal, Kant, Nietzsche et Heidegger est axée sur l'analyse de l'Être à partir d'une utilisation méthodique du langage. Sa pensée se conclut par une approche de la contemplation[réf. souhaitée].
Ses travaux, outre de très nombreux articles et participations à des ouvrages collectifs ont fait l'objet d’une réécriture constante.[réf. souhaitée]

## Publications

### Ouvrages
- Heidegger et l’expérience de la pensée, Paris, Gallimard,«  Bibliothèque des Idées », 1978.
- De l'Être, du divin et des dieux, Paris, Le Cerf, « Philosophie et théologie », 2005. « C'est l'important travail de méditation et de commentaire à l'endroit de ses trois grands maîtres qu'il rend accessible. Trois parties le structurent ainsi naturellement : la première est intitulée « Pascal : christianisme et philosophie » ; la deuxième, « Nietzsche : antichristianisme et philosophie » ; la troisième, Heidegger : « ontothéologie et pensée de l'être ». Les titres des parties ainsi que l'organisation du recueil (thématique et chronologique) ne sont pas de l'auteur mais de l'éditeur[5]. »

### Contributions à des ouvrages collectifs
- « De la béatitude chez Nietzsche » in : Nietzsche sous la direction de Gilles Deleuze, Cahiers de Royaumont VI, Paris, Éditions de Minuit, 1967, p. 13-44
- « Essence et vérité d'après Heidegger » in : Phénoménologie Existence, Paris, Vrin, 1984, p.139-192

### Articles
- « La foi et la pensée d'après Heidegger », Recherches et débats, no 10,‎ 1955, p. 108-132
- « Heidegger et la pensée de la finitude », Revue internationale de philosophie, no 52,‎ 1960, p. 135-162

## Critiques
Michel Guérin écrit : « Henri Birault était un lecteur et un commentateur comme il n’y en a pas beaucoup. Le texte était lu, tâté, dans sa langue d’origine (l’allemand, le français, le latin ou le grec), et la traduction/interprétation s’ensuivait, qui reprenait, décortiquait, relançait enfin la prosodie afin qu’on entendît bien ce que ce mouvement voulait dire. [...] Birault était respecté et admiré de la communauté philosophique (Deleuze, de Gandillac, Alquié, Wahl, Boehm, Heimsoeth…), et pourtant il n’a publié, de son vivant, qu’un seul (gros) livre, Heidegger et l’expérience de la pensée. »